# (478) Tergeste
(478) Tergeste – planetoida z pasa głównego asteroid okrążająca Słońce w ciągu 5 lat i 87 dni w średniej odległości 3,02 j.a. Została odkryta 21 września 1901 roku w Landessternwarte Heidelberg-Königstuhl w Heidelbergu przez Luigi Carnerę. Nazwa planetoidy pochodzi od łacińskiej nazwy miasta Triest. Przed nadaniem nazwy planetoida nosiła oznaczenie tymczasowe (478) 1901 GU.